# Gottfried Honegger

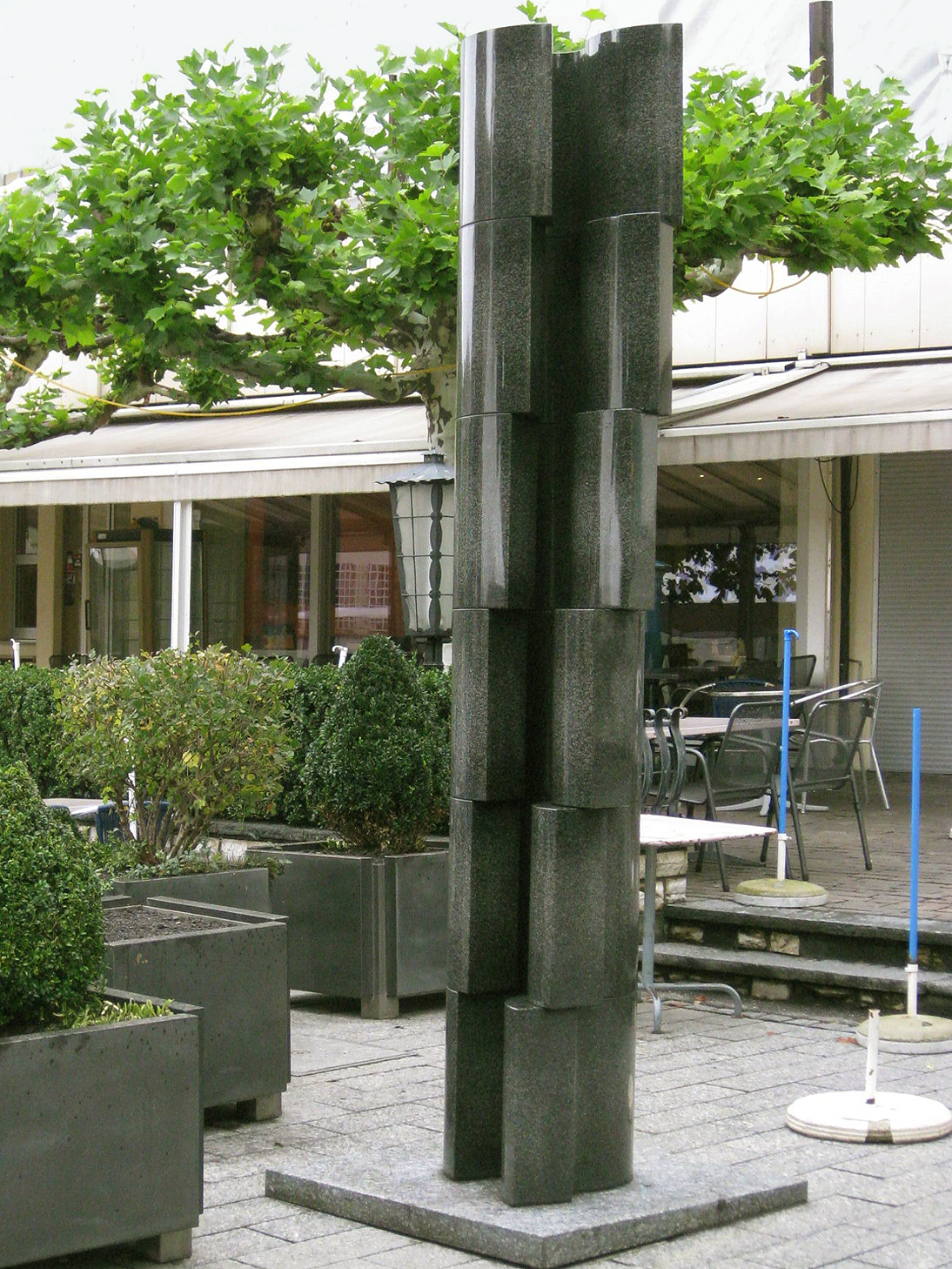
Monoform 29, 1991, escultura en Vaduz (Liechtenstein)

Gottfried Honegger (Zúrich, 12 de junio de 1917-ibídem, 17 de enero de 2016) fue un artista y coleccionista suizo.

## Biografía
Pasó su infancia en las montañas del cantón de los Grisones. Estudió escaparatismo en la Escuela de Arte de Zúrich, y enseñó allí a partir de 1948. Desempeñó sus primeros trabajos en el diseño gráfico comercial.
Entre 1955 y 1958 fue director artístico en Geigy. Vivió en Nueva York entre 1958 y 1960, y celebró su primera exposición allí. En 1961 se trasladó a París y se concentró en la pintura, centrándose en la exploración del círculo y el cuadrado; desde 1968 trabajó en la escultura.
Honegger también pasó algún tiempo en Texas, como artista residente en la Universidad de Dallas.
Gottfried Honegger era uno de los más originales creadores del arte concreto, reconocido tanto en Estados Unidos como en Europa. Fue autor de numerosos trabajos monumentales. Trabajaba con variaciones de un mismo tema: volumen, estructura, estelas...
Aunque mantenía la influencia del arte concreto de Max Bill y Lhose Richard, Honegger recurrió en los años 1960 y 1970 a una determinada programación matemática vertical. El uso de la informática le permitió desarrollar su investigación plástica.
Se le otorgó la Orden de las Artes y las Letras bajo la dirección de Jack Lang en el Ministerio de Cultura francés; en 1999 se hizo miembro de la Legión de Honor. Junto a Sybil Albers creó en 1990 el Espacio del Arte Concreto (Mouans-Sartoux), a partir de sus colecciones.